# Emil Frey (compositeur)
 (juillet 2025).
Si vous disposez d'ouvrages ou d'articles de référence ou si vous connaissez des sites web de qualité traitant du thème abordé ici, merci de compléter l'article en donnant les références utiles à sa vérifiabilité et en les liant à la section « Notes et références ».
Pour les articles homonymes, voir Frey et Emil Frey (homonymie).
Pour le conseiller fédéral suisse, voir Emil Frey.
Emil Frey, né le 8 avril 1889 à Baden et mort le 20 mai 1946 à Zurich, est un pianiste et compositeur suisse.

## Dédicace
Georges Enesco a dédié sa Sonate pour piano no 1 op. 24 à Emil Frey.

## Enregistrement
- Musique pour piano, vol. 1 – Luisa Splett, piano (Toccata Classics)